# Mieczysław Maneli
Mieczysław Maneli (* 20. Januar 1922 in Miechów; † 9. April 1994 in New York City, New York) war ein polnischer Diplomat und Hochschullehrer.
Während des Zweiten Weltkriegs war er im KZ Auschwitz inhaftiert. Er lehrte später Jura in Warschau.
Maneli war Delegierter der polnischen Regierung bei der International Commission for Supervision and Control (ICC) im Vietnamkrieg. 1963 kam er zum ersten Mal nach Hanoi.

## Veröffentlichungen
- O funkcjach państwa, Państwowe Wydawnictwo Naukowe, 1963
- War of the Vanquished, Harper & Row, New York, 1971
- Freedom and tolerance, 1984
- Perelman's new rhetoric as philosophy and methodology for the next century, Kluwer Academic Publishers, 1994